# Tibet földrajza

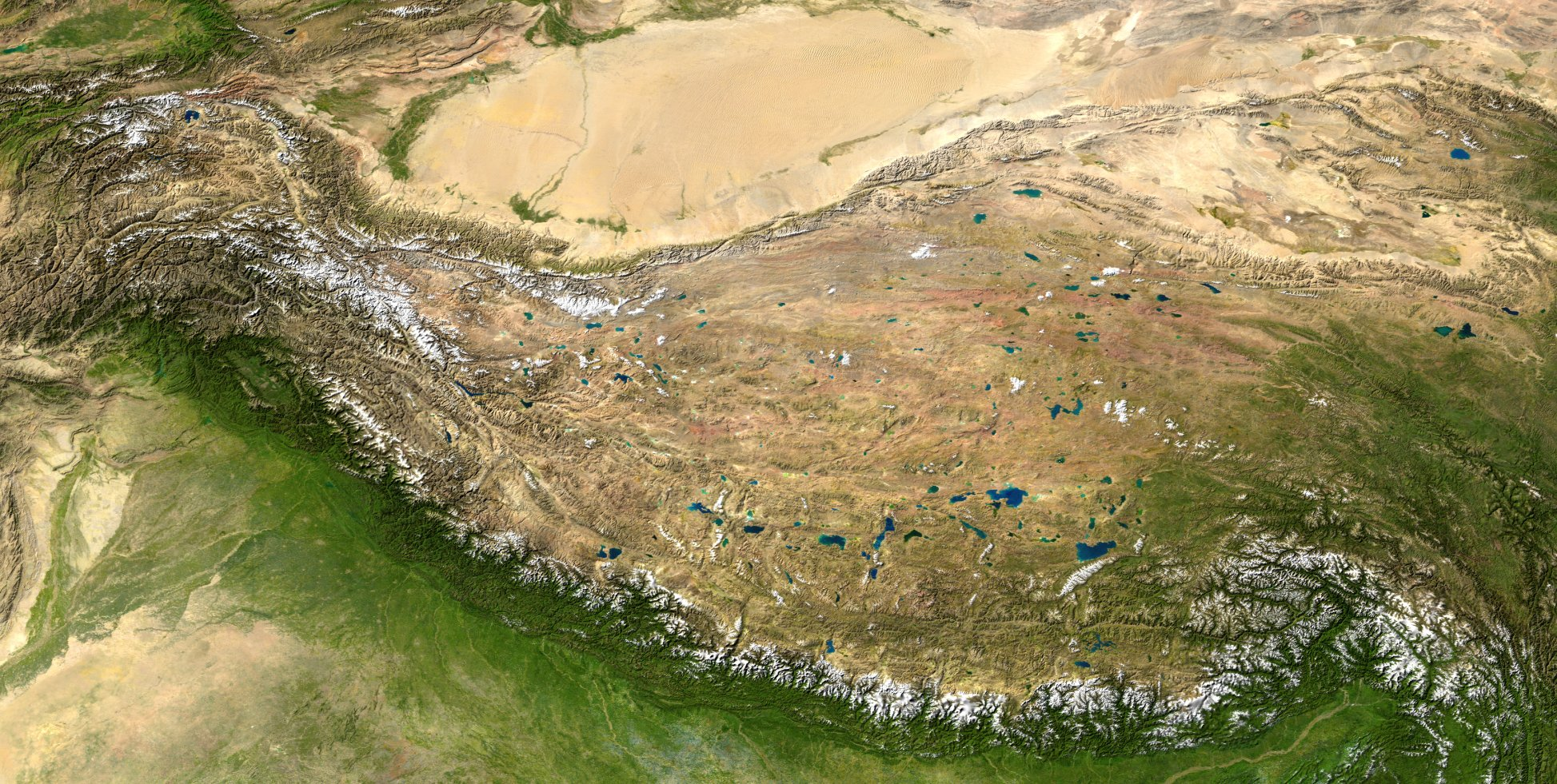
A Tibeti-fennsíkot délről a Himalája határolja

Tibet földrajza (tibetiül: བོད་ས་མཐོ།) a  Kína belső-ázsiai területén fekvő Tibeti-fennsík és az azt övező hegyvidékek földrajzi leírását foglalja magába. Tibet földrajzi fogalma nem egyértelmű. A legtágabb értelemben vett Tibet (kínaiul Hszicang (Xizang), más néven Csinghaj (Qinghai)-tibeti-fennsík (kínai: 青藏高原) 2,3 millió km²-en fekszik, nyugat–keleti irányban a Pamírtól a Szecsuáni-medencéig, észak–déli irányban a Tarim-medencétől a Himalájáig terjed. A Föld legnagyobb átlagmagasságú területe: kelet–nyugati csapású, 5000–6000 méteres, helyenként a 8000 métert is megközelítő hegyláncai között 3000–4500 m magasan fekvő medencék vannak. A szűkebb értelemben vett Tibet, a tulajdonképpeni Tibeti-fennsík ennek csak a Kunlun és a Transzhimalája közötti része.

## Földtörténete
Tibet geológiai alapját (a Cajdam (Qaidam)-medence kivételével) az eredetileg Gondwanához tartozó ősmasszívum-aljazat alkotja. Ez a triász végén forrt össze Ázsiával, a felső krétában tengeri üledék, mészkő és homokkő fedte be, majd erre a medencékben a harmadidőszakban és a negyedidőszakban a gyorsan emelkedő környező hegységekből származó durva, vastag törmeléktakaró települt. A legutolsó igen gyors és nagy méretű kiemelkedés (az indiai szubkontinens és Ázsia ütközése, a Himalája kiemelkedése miatt) éppen a pleisztocén jégkorszakkal, annak is a legutolsó szakaszával esett egybe. A Csilien (Qilian)-hegységben és a Cajdam (Qaidam)-medencében csak a legutolsó eljegesedés nyomai találhatók meg. A 20. század végi vizsgálatok szerint a legutolsó glaciális során Tibet már olyan magasan feküdt, hogy rövid ideig teljes egészében befedte a jég. A gerincek a kevés csapadék ellenére jórészt ma is eljegesedettek (a jégtakaróval fedett terület nagysága összesen kb. 47 000 km²), míg a medencéket túlnyomórészt a periglaciális, azaz az eljegesedést kísérő folyamatok alakították ki.

## Szerkezete

### Északi peremvidéke
Tibet északi peremláncai a Pamírból ágaznak ki. Keleten, a Tarim-medence fölötti gerincen különösen magas csúcsok találhatók: Muztág Ata, 7456 m; Kongur, 7719 m. Folytatásában északon a Kunlun jóval idősebb, a variszkuszi hegységképződés során felgyűrődött hatalmas rendszere terül el.
A Kunlunból északkelet felé a hasonló jellegű Altin-tag ágazik ki. Gerincei nyugaton még meghaladják a 6000 m-t, kelet felé 4000 m-re alacsonyodik. Határát a barlangtemplomairól, valamint Stein Aurél kutatásai nyomán híressé vált Tunhuang (Dunhuang) oázis közelében lévő, a Cajdam (Qaidam)-medencébe vezető hágó alkotja.
Folytatása a délkelet felé forduló Csilien (Qilian)-hegység, melyet régebben Nansannak, déli hegynek neveztek, mivel a híres selyemúthoz képest délre feküdt. 5400-6100 méteres jeges vonulatai között füves legelőkkel borított medencék terülnek el. Az egyik ilyen medencében fekszik 3200 m magasan a védett madárvilágáról híres, enyhén sós, lefolyástalan Csinghaj-tó (Qinghai-tó) (Kuku-nór, 4400 km²). A medencéket kelet felé egyre nagyobb vastagságban lösz fedi.
Az Altin-tag, a Csilien (Qilian)-hegység és a Kunlun fővonulatának keleti láncai között terül el a 120 000 km²-es Cajdam (Qaidam)-medence. A 2500-3000 m magasan fekvő, háromszög alakú, lefolyástalan medence aljzatát az ősi Tarim-masszívum egy töredéke alkotja. Erre vastag, szárazföldi eredetű üledékek települtek, a legfiatalabbak a pleisztocén klímaváltozásokra utalnak azzal, hogy a jégkorszakokban durva törmelékek halmozódtak fel, míg az interglaciálisokban a medencét tó töltötte ki, és sós-agyagos üledékek rakódtak le. A sórétegek vastagsága helyenként a 15 m-t is meghaladja. A medence közepén ma is számos sóstó és mocsár található.

### A Tibeti-fennsík

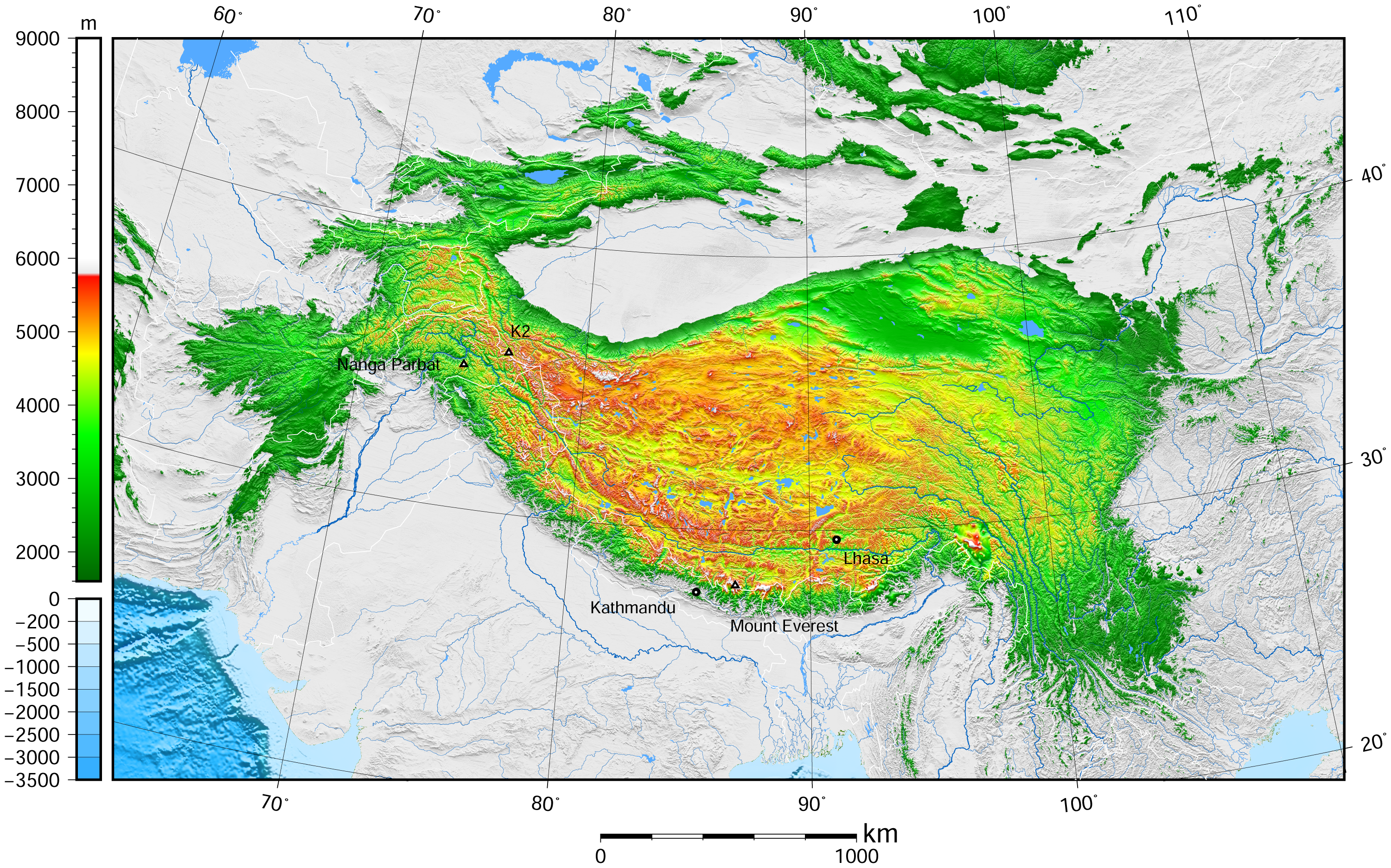
A Tibeti-fennsík és a környező területek 1600 méter felett zölddel

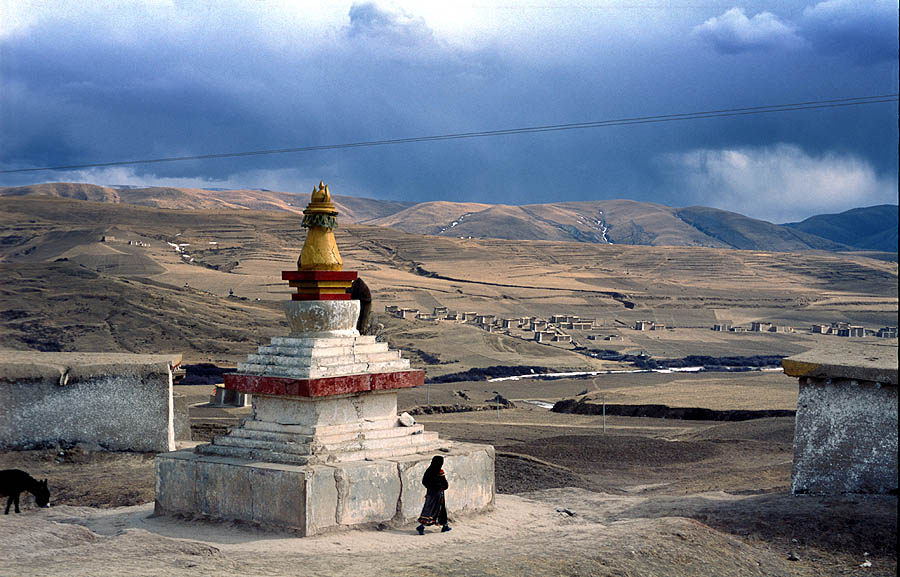
Egy buddhista sztúpa a Tibeti-fennsíkon

Tibet központi része, a Kunluntól délre fekvő, mintegy 750 000 km² területű Tibeti-fennsík sem síkvidék jellegű, hanem nyugat–keleti, majd délnek forduló, 5400-6500 m magas, glaciális formakincsű, a saját törmelékükbe temetkező vonulatok sorozata jellemzi, amelyek között 4-5000 méter magasságban hosszanti medencék fekszenek. Bennük olvadékvizekből táplálkozó, sós tavak találhatók. Közülük legnagyobb a 4650 m magasan fekvő, 2460 km² területű Nam-co (vagy más néven Tengri-nór). A vonulatok közül legjelentősebb a 6096 m-ig emelkedő Tanggula-hegység, amelynek 5180 méter magasságban lévő hágóján halad át a Lhászába vezető autóút.
A gyér növényzettel fedett, kopár felszín lejtőin jelentős az erózió, földcsuszamlások és iszapfolyások is előfordulnak. Ennek egyik oka, hogy az egész mérsékelt övezetben itt található a legnagyobb kiterjedésű permafroszt, azaz örökösen fagyott altalaj, amelynek vastagsága néhány métertől 150 méterig terjed; felső rétege nyáron 1-1,4 m mélységig felenged.
A fennsík keleti részén a belső hegyláncok fokozatosan dél felé fordulnak és a völgyeknek lefolyásuk nyílik a külvilág, kelet és dél felé. Ez a Kelet-tibeti-hegyvidék, aminek a nyugati oldalán, a Hengtuan (Hengduan)-hegységben egymás közelében, párhuzamos völgyekben van az olyan hatalmas folyamok felső szakasza, mint a Salween, a Mekong és a Jangce (Yangtze).
A Tibeti-fennsíkot keleten a Tahszüe (Daxue)-hegység választja el a Szecsuáni-medencétől. Legmagasabb csúcsa, a Gongga Shan, 7556 méter magas.

### Déli peremvidéke
Tibet déli peremláncai közül délnyugaton fekszik az Eurázsiai-hegységrendszerhez tartozó Karakorum, a Himalájától az Indus és a Shyok folyók völgyei választják el. A geológiailag fiatal üledékekkel fedett, jórészt intruzív eredetű mélységi magmás és metamorf kőzetekből (gránitokból, gneiszekből és kristályos palákból) álló hegység vonulatai szerkezetileg a Himalája folytatását alkotják. A Himaláján kívül csak itt találhatók 8000 m-t meghaladó hegycsúcsok, köztük Földünk második legmagasabb hegycsúcsa, a 8611 m-es K2. Hágói közül a legjelentősebb a Karakorum-hágó (5575 m), amelyen át már ősi karavánút is vezetett az Indus völgyéből a Tarim-medencébe. A hegység központi részét a pleisztocénban összefüggő jégtakaró borította. Maradványai még ma is több tízezer négyzetkilométernyi terület borítanak és Ázsia leghosszabb, 65-70 kilométeres gleccsereinek egy részét táplálják. Ezek jellegzetesen turkesztáni típusú gleccserek, felszínüket többnyire vastag törmeléktakaró fedi.
Keletebbre a Tibeti-fennsík déli peremén az Európában Transzhimalájának nevezett hegyvonulat 7000 m fölé magasodó szakaszai húzódnak. A déli oldalán, a Cangpo völgye felé meredeken leszakadó, a Tibeti-fennsík felé viszont lankásabban ereszkedő, jégmezőkkel borított hegyvidéknek a hágói is 5200-5800 m magasságban vannak. A láncok a mélységi magmás kőzetekből álló magok mellett főként a Tethys-óceán mezozoikumi és óharmadidőszaki üledékeiből épülnek fel, így inkább a Himalájával, mintsem Tibet többi részével állnak szerkezeti összefüggésben. A Transzhimalája ezt az elnevezését Lóczy Lajos neves magyar geológustól kapta.
A Karakorumtól és a Transzhimalájától délre 3000-4000 m magasságban egy 2000 kilométer hosszú, keskeny szerkezeti árok fekszik. Ebben folynak az Indus és a Brahmaputra felső szakaszai találhatók. Az utóbbi folyó tibeti neve, a Cangpo után ezt az árkot Cangpo-völgynek vagy ároknak is nevezik. A völgy helyenként medencévé szélesedik, másutt szorossá szűkül össze. Sokfelé fordulnak elő itt ofiolitok, melyek az Indiai-lemez feltorlódásának és részleges alábukásának tanúi. Gránitbenyomulások, bazaltkúpok és aktív gejzírmezők is utalnak az itt lezajló szerkezeti mozgásokra. A Cangpo és mellékfolyói völgyében él a tibeti népesség túlnyomó része, az egyik északi oldalvölgyben fekszik, 3600 m magasan Lhásza, Tibet fővárosa is. A Cangpo-völgy fölé délen már a Magas-Himalája nyolcezresei magasodnak.

## Tibet éghajlata
Éghajlata a nagy magasság miatt hideg, a csapadék kevés, állandóak az erős szelek. Nagyobb magasságokban évente csak egy-három hónap középhőmérséklete haladja meg a 0 °C-t. A januári középhőmérséklet -10 °C és -20 °C között van, a nyár is hűvös. A legmelegebb hónap a július középhőmérséklete 4 és 15 °C között mozog.
A szinte állandóan felhőtlen égbolt miatt erős a besugárzás, ezért nyáron alacsonyabb tszf. magasságon 25-30 °C-t is elérheti a nappali hőmérséklet, de nagyobb magasságban ilyenkor is szinte minden éjszaka fagy; mindenhol nagy a napi hőingadozás. A csapadék zöme július és augusztus hónapokban hullik, gyakran az évi mennyiség fele; teljes mennyisége egészében évi 100 és 400 mm között mozog a területen, északnyugatról délkelet felé növekedve. A Cajdam (Qaidam)-medencében még az 50 mm-t sem éri el.
A Cangpo völgyének, így Lhászának az éghajlata azonban már kedvezőbb. Egyes dél felé nyitott völgyeken át a nyári monszun képes északra hatolni, miáltal ezek a völgyek és a környező hegyoldalak melegek (20 "C körüli júliusi közép hőmérséklettel) és csapadékosak (600-1000 mm).
A Tibet feletti légtömegek egész Belső- és Kelet-Ázsia éghajlatát befolyásolják. Télen ugyanis nagy magas légnyomású központ alakul ki felette, ami a téli monszunt erősítő északkeleti szeleket idéz elő. Ez hozzájárul egész Kelet-Ázsia alacsony téli hőmérsékletéhez, valamint súlyosbítja a Tibettől északra fekvő területek szárazságát is. Nyáron viszont alacsonyabb légnyomású övezet helyezkedik el felette, ami felerősíti a nyári monszun hatását, és így Kelet-Kína nagy területein sok csapadékot okoz.
| Hónap                                       | Jan.  | Feb.  | Már.  | Ápr. | Máj. | Jún. | Júl. | Aug. | Szep. | Okt. | Nov.  | Dec.  | Év    |
| ------------------------------------------- | ----- | ----- | ----- | ---- | ---- | ---- | ---- | ---- | ----- | ---- | ----- | ----- | ----- |
| Rekord max. hőmérséklet (°C)                | 20,5  | 21,3  | 25,0  | 25,9 | 29,4 | 29,9 | 30,4 | 27,2 | 26,5  | 24,8 | 22,8  | 20,1  | 30,4  |
| Átlagos max. hőmérséklet (°C)               | 8,4   | 10,1  | 13,3  | 16,3 | 20,5 | 24,0 | 23,3 | 22,0 | 20,7  | 17,5 | 12,9  | 9,3   | 16,6  |
| Átlagos min. hőmérséklet (°C)               | −7,4  | −4,7  | −0,8  | 2,7  | 6,8  | 10,9 | 11,4 | 10,7 | 8,9   | 3,1  | −3,0  | −6,8  | 2,7   |
| Rekord min. hőmérséklet (°C)                | −16,5 | −15,4 | −13,6 | −8,1 | −2,7 | 2,0  | 4,5  | 3,3  | 0,3   | −7,2 | −11,2 | −16,1 | −16,5 |
| Átl. csapadékmennyiség (mm)                 | 1     | 2     | 3     | 9    | 28   | 76   | 130  | 134  | 67    | 7    | 1     | 0     | 457   |
| Havi napsütéses órák száma                  | 251   | 231   | 253   | 249  | 280  | 261  | 227  | 214  | 233   | 280  | 267   | 257   | 3004  |
| Forrás: China Meteorological Administration |       |       |       |      |      |      |      |      |       |      |       |       |       |

| Hónap                         | Jan.  | Feb. | Már. | Ápr. | Máj. | Jún. | Júl. | Aug. | Szep. | Okt. | Nov. | Dec.  | Év   |
| ----------------------------- | ----- | ---- | ---- | ---- | ---- | ---- | ---- | ---- | ----- | ---- | ---- | ----- | ---- |
| Átlagos max. hőmérséklet (°C) | 5,6   | 7,9  | 10,9 | 15,2 | 18,9 | 22,2 | 20,8 | 19,7 | 18,5  | 15,1 | 10,3 | 6,8   | 14,4 |
| Átlagos min. hőmérséklet (°C) | −13,0 | −9,4 | −5,3 | −0,7 | 3,2  | 7,6  | 8,7  | 8,1  | 5,7   | −1,2 | −8,3 | −12,2 | −1,4 |
| Átl. csapadékmennyiség (mm)   | 0     | 0    | 2    | 3    | 15   | 60   | 129  | 146  | 58    | 7    | 2    | 0     | 422  |
| Forrás: Climate-Data.org      |       |      |      |      |      |      |      |      |       |      |      |       |      |

| Hónap                                 | Jan.  | Feb.  | Már.  | Ápr. | Máj. | Jún. | Júl. | Aug. | Szep. | Okt. | Nov.  | Dec.  | Év    |
| ------------------------------------- | ----- | ----- | ----- | ---- | ---- | ---- | ---- | ---- | ----- | ---- | ----- | ----- | ----- |
| Rekord max. hőmérséklet (°C)          | 21,8  | 21,4  | 26,1  | 28,1 | 29,5 | 32,7 | 32,0 | 30,8 | 30,5  | 27,7 | 22,3  | 20,2  | 32,7  |
| Átlagos max. hőmérséklet (°C)         | 8,7   | 10,2  | 13,3  | 16,6 | 20,9 | 23,6 | 24,2 | 23,5 | 21,6  | 17,6 | 12,7  | 9,5   | 16,9  |
| Átlagos min. hőmérséklet (°C)         | −9,6  | −6,8  | −2,4  | 1,4  | 5,3  | 9,2  | 10,6 | 10,0 | 7,3   | 1,8  | −5,0  | −9,3  | 1,1   |
| Rekord min. hőmérséklet (°C)          | −19,4 | −17,4 | −13,0 | −7,7 | −4,0 | 1,1  | 2,9  | 1,1  | −0,9  | −7,0 | −13,6 | −20,7 | −20,7 |
| Átl. csapadékmennyiség (mm)           | 1     | 3     | 11    | 24   | 39   | 86   | 107  | 101  | 75    | 35   | 6     | 2     | 489   |
| Forrás: Kínai Meteorológiai Szolgálat |       |       |       |      |      |      |      |      |       |      |       |       |       |

## Tibet élővilága
A zord éghajlat és a nagy tengerszint feletti magasság miatt területének legnagyobb része kopár, félsivatagi, sőt sivatagi jellegű. Általában hiányoznak a fák, erdők, a növényzettel fedett részeken is csak szegényes füves vegetáció található. Az északabbi peremláncokban az alhavasi rétek füves növényzete – köztük kölesformák közé tartozó tollborzfüvek (Pennisetum flaccidum) és pimpók (Potentilla fruticosa) - mellett csak helyenként találhatók azáleák, valamint füzesek (Salix sp.) és borókások (köztük Juniperus saltuaria, Juniperus tibetica) erdőfoltjai.
Különösen kopár, fátlan a szűken vett Tibeti-fennsík, melynek nyugati részén libatopok (Ceratoides compacta), fészkesvirágzatúak (Ajania tibetica), tamariskafélék (Myricaria prostrata), keletebbre árvalányhajak (Stipa purpurea, Stipa aliena), homokhúrok (Arenaria musciformis) és gombafüvek (Androsace tapete) találhatók, a Cajdam (Qaidam)-medencében pedig a sós üledékek szikes szoloncsákjain szárazság- és sótűrők, köztük a szakszaul élnek meg.
Kivétel ebben is csak a Kelet-tibeti-hegyvidék, ahol a hegyoldalakat még sűrű erdők – lejjebb tölgyesek (Quercus aquifolioides) és vegyes erdők (Pinus densata, Tsuga dumosa), feljebb, 3200 m felett tűlevelűek (Picea, Abies, Larix sp.) – fedik, és jellegzetes függőleges övezetesség figyelhető meg. Állatvilágából kiemelkedik a – többnyire háziasított – jak, amely több ezer méteres magasságban, keskeny, csúszós ösvényeken is gond nélkül közlekedik. A tibetiek a jak minden részét, tejét, gyapját, húsát évezredek óta hasznosítják. Sajnálatosan ritkul viszont a kulán (vadszamárfajta), a kiang (vadlóféle) és a különleges takin (más néven tulokzerge) állománya.
A globális felmelegedés Tibetet további elsivatagosodással, valamint az állandó jégmezők visszahúzódása miatt ivóvízhiánnyal fenyegeti.